# Peter Hanson
Pour les articles homonymes, voir Hanson.
Ne pas confondre avec l'acteur américain Peter Hansen (né en 1921, parfois crédité Peter Hanson).
Peter Hanson, né le 4 octobre 1977 à Svedala, est un golfeur suédois.

## Biographie
Il remporte son premier titre sur le circuit européen lors du Jazztel Open de España en Andalucía en 2005. En 2008, il remporte le SAS Masters. Puis en 2010, il remporte deux titres sur le circuit européen avec Iberdrola Open Cala Millor Mallorca, nouveau tournoi sur le circuit, et l'Open de République tchèque.
Dans les compétitions par équipes, il participe aux éditions de 2005 et 2007 du Seve Trophy, compétition opposant l'Europe continentale à une sélection du Royaume-Uni et d'Irlande, éditions remportées les deux fois sur le score de 16 ½ à 11 ½  par les Britanniques puis le Vivendi Trophy 2009, compétition qui a pris la succession du Seve Trophy et qui est également remportée, toujours sur le même score, par l'équipe du Royaume-Uni et d'Irlande.
Ses bons résultats en 2010 le placent en bonne position au classement des gains européens ce qui le qualifie automatiquement pour la Ryder Cup 2010 disputée au Pays de Galles.
Pour la 39e Ryder Cup 2012 qui a eu lieu sur le parcours du Medinah Country Club de Chicago, Peter Hanson associé à Paul Lawrie fait face à la paire Bubba Watson / Webb Simpson dans le ‘Fourball’ du vendredi après-midi, où les américains l’emportent 5&4. Avant les duels, il n’apporte aucun point au team européen. Dans les simples du dimanche, le capitaine José Maria Olazábal programme Peter dans la neuvième rencontre face à Jason Dufner et un cinglant 2up donnera 1 nouveau point pour les USA. Son total 2012 sera donc : 2 matchs, 2 défaites.